# 리 샤오랑
리 샤오랑(李 小狼, 번안:이소랑)은 《카드캡터 사쿠라》의 등장인물이다. 흩어진 크로우 카드를 찾기 위해 홍콩에서 전학 온 크로우 리드의 먼 친척인 전학생이다.

## 소개
10살 때 《크로우 카드》를 찾기 위해 홍콩에서 토모에다 초등학교(번안:우수초등학교)의 사쿠라(번안:유체리)와 같은 반으로 전학왔다. 크로우 리드의 어머니쪽 사촌에 해당하는 '리 가문' 출신으로 홍콩에 어머니와 4명의 누나가 있고 강한 마력과 타고난 운동능력으로 뛰어난 무술 실력을 실력을 갖추고 있으며, 크로우 카드를 수집할 때엔 녹색의 중국식 복장을 한다.
자신에게도 타인에게도 엄격하여 과묵하고 성실한 성격이지만, 사쿠라와 마찬가지로 야마자키 타카시(번안:최우규)의 허풍에 잘 속아 넘어가는 일면이 있다. 클리어 카드 편 이전에는 자존심이 강하고 질투심 있는 모습으로 처음에는 사쿠라와 다소 사이가 좋지 않은 라이벌 관계였지만, 카드를 함께 모아가며 친구가 된다. 애니메이션 판에서는 원작과 다르게 몇 장의 카드를 입수했으며, '심판관' 유에가 후보자를 시험하는 최후의 심판에서 '유에'에게 패배해 그가 인정한 새로운 크로우 카드의 주인 사쿠라에게 카드를 양도하였다.
사쿠라가 새로운 크로우 카드의 주인이 된 이후에도 벌어지는 이상한 사건 때문에 한동안 일본에 머물며 함께 크로우의 기운을 쫓았다. 칼과 부적을 이용하여 다양한 술식을 사용하는데, 「화신초래(火神招来)」 ・ 「수룡초래(水龍招来)」 ・ 「놰제초래(雷帝招来)」 ・ 「풍화초래(風華招来)」 등을 사용한다. 또한 동양계 추적 방법이나 수면이나 얼음 위에서도 마법을 사용할 수 있다. 크로우 리드가 크로우 카드를 찾기 위해 만든 나침반을 갖고 있으며, 나침반을 이용해 사람을 찾거나 크로우 카드의 기색을 파악할 수 있다.
크로우 카드 편에서 샤오랑과 사쿠라가 유키토(번안:오청명)에게 이끌리기도 했는데, 그것은 유에가 가진 달의 힘 때문으로 달의 힘에 가까운 샤오랑이 달의 마력에 매료된 영향이다. 그 때문에 태양의 힘을 가진 케르베로스와는 사이가 좋지 않았다. 같은 달의 마력을 가진 카호(번안:문현아)는 수상하게 여겨 경계했는데, 이는 크로우 리드와는 다른 달의 마력을 갖고 있기 때문이다.
점차 사쿠라와 친해지며 서로 이름으로 부르는 사이가 되고 호의를 갖게 되면서, 사쿠라에 대한 마음을 자각하지 못하고 혼란스러워하는 샤오랑에게 유에는 "마음을 가라앉히고 네 마음을 바로 보면 네가 진실로 좋아하는 사람이 누군지 알게 될 거야"라고 조언해 주고 그 말에 자신이 좋아하는 사람이 사쿠라인것을 깨닫는다. 그 후 유키토를 좋아하던 사쿠라에게 고백하면 사쿠라가 곤란해할 것을 걱정하여 망설이던 샤오랑에게 토모요(번안:신지수)는 사쿠라는 괜찮을 것이라고 조언한다. 그에 용기를 얻은 샤오랑은 자신의 마음을 고백하고, 샤오랑이 홍콩으로 떠나기 전 두 사람은 서로의 마음을 확인하고 다시 만나자는 기약을 한다.
클리어 카드 편 토모에다 중학교 1학년 3반으로 전입한 샤오랑은 벚꽃 길에서 사쿠라와 재회하고 앞으로는 계속 토모에다 마을에 있을 수 있다고 말한다. 어째서인지 또다시 토모에다 마을에 이상한 사건이 일어나고, 이전에 경계심을 가져 사이가 좋지 않았던 에리오르(번안:에리얼 신)와 연락을 주고 받으며 조언을 얻는 사이가 되어 어떠한 때를 대비하여 다시 돌아온 것이라고 말한다.

### 내용주
1. ↑  타임･스톰･리턴･대쉬･프리즈･드림･샌드･트윈 총 8장
2. ↑  애니메이션 오리지널 캐릭터인 리 메이링의 말에 의하면 샤오랑은 자신의 누나와 메이링 이외의 여자는 이름으로 부른 적이 없었다고 한다. 《카드캡터 사쿠라》. 제 60 화 사쿠라와 소중한 친구들

### 참조주
1. ↑  ISBN ‭0000062405.‬
2. 1 2 3 4 5 6 7 8 9  인물 프로필. 《카드캡터 사쿠라》. 2권 55쪽. ISBN 0000062405.
3. ↑  키노모토 사쿠라(연인), 시노모토 아키호(친구)도 싫어하는 음식